# گادفری جیمز
گادفری جیمز (انگلیسی: Godfrey James؛ زادهٔ ۹ ژانویهٔ ۱۹۳۱) بازیگر تلویزیون و بازیگر سینما اهل بریتانیا است.
وی بازیگر فیلم‌ها و سریال‌هایی همچون جلسه احضار ارواح در یک بعدازظهر بارانی، قایم‌موشک، کمیل، فضا: ۱۹۹۹، پوآرو، کلئوپاتراها و دکتر هو بوده‌است.